# Famille Wasmer
 (juin 2024).
La famille Wasmer de Schnepfenheim et Hassenberg (schnepfenheimi és hassenbergi (de) Wasmer en hongrois ; von Wasmer zu Hassenberg und Schnepfenheim en allemand) est une ancienne famille de la noblesse allemande et hongroise.

## Origines
Cette famille est originaire de Coburg en Bavière. 

## Personnalités

### Branche allemande
- freiherr Wilhelm von Wasmer (ca 1750-1818) colonel, chambellan et maître d'écurie du duché de Saxe-Cobourg-Saalfeld, seigneur châtelain de Hassenberg. Grand-père du suivant et père de Gusztáv (1788-1849).
- freiherr Theodor Gustav Adolf von Wasmer (1808, Brandeis, Bohême - 1855, Cobourg), seigneur de Hassenberg (de), garde général des forêts et directeur paysagiste du duché de Saxe-Cobourg, admis à la Maison Limpurg en 1837[1]. Père du suivant.
- freiherr Eduard von Wasmer (de) (1836-1902), major général prussien.

### Branche hongroise
- baron Gusztáv Wasmer (1788, Coburg - 1849, Pécska, Arad, Transylvanie), capitaine de Hussard KuK (15e Rgt de hussard "Comte Pálffy")[2], il participa comme premier lieutenant à la révolution hongroise de 1848 (8e régiment "Hussard de Coburg")[3]. Il est le fondateur de la branche hongroise. Père du suivant.
- baron Adolf Wasmer (hu) (1822-1896), lieutenant de hussard, sa participation à la révolution hongroise de 1848 lui vaut d'être emprisonné jusqu'en 1850. Agriculteur sur son domaine de Dombegyház, il est par la suite député à l'Assemblée nationale de Hongrie (1881-1892). Père du suivant.
- baron Gusztáv Wasmer (1857-1909), capitaine de Hussard KuK[4]. Père du suivant.
- baron Antal Wasmer (1902-1963), commandant de hussard[5].